# Evangelische Kirche (Seelscheid)

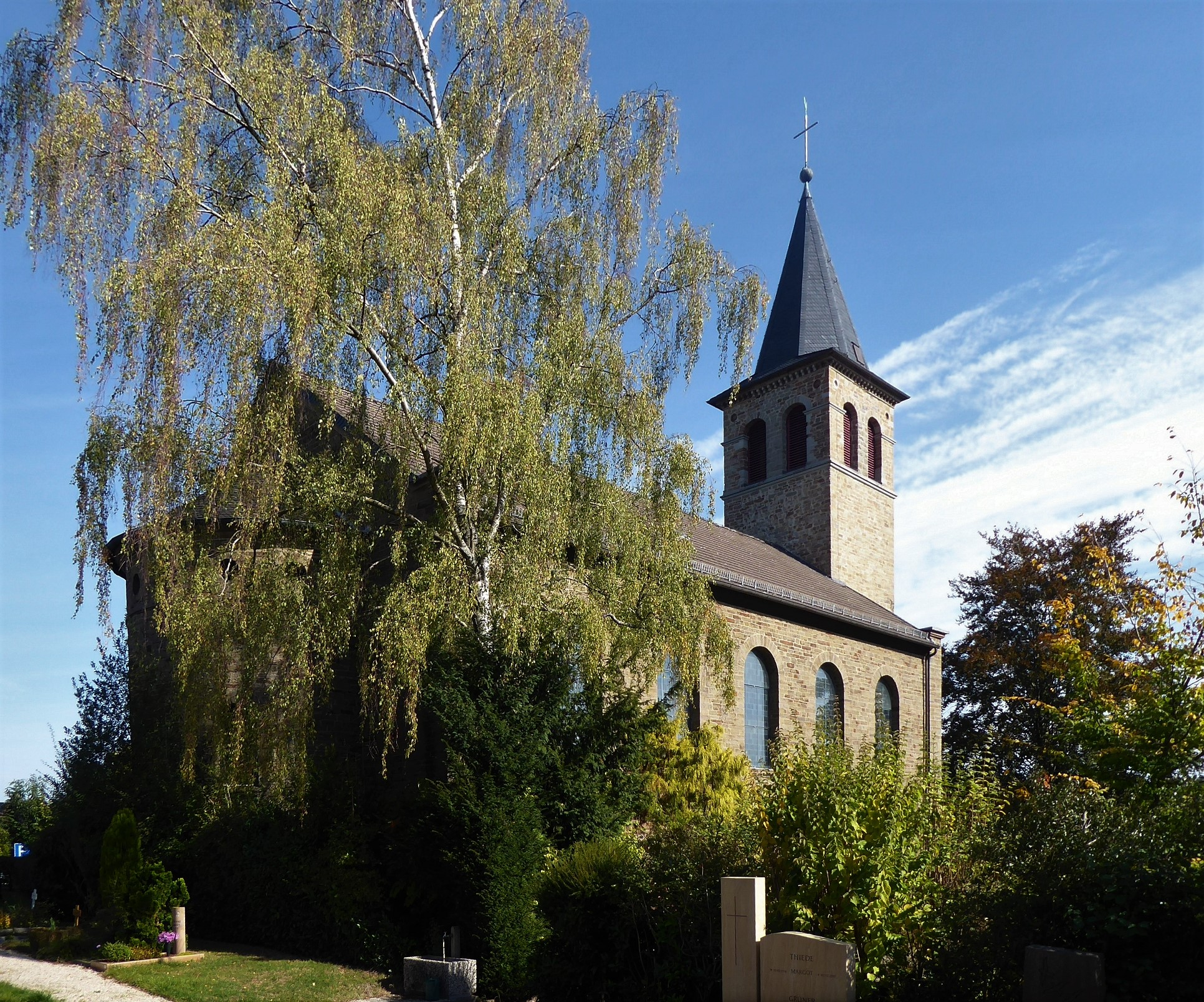
Die evangelische Kirche zu Seelscheid

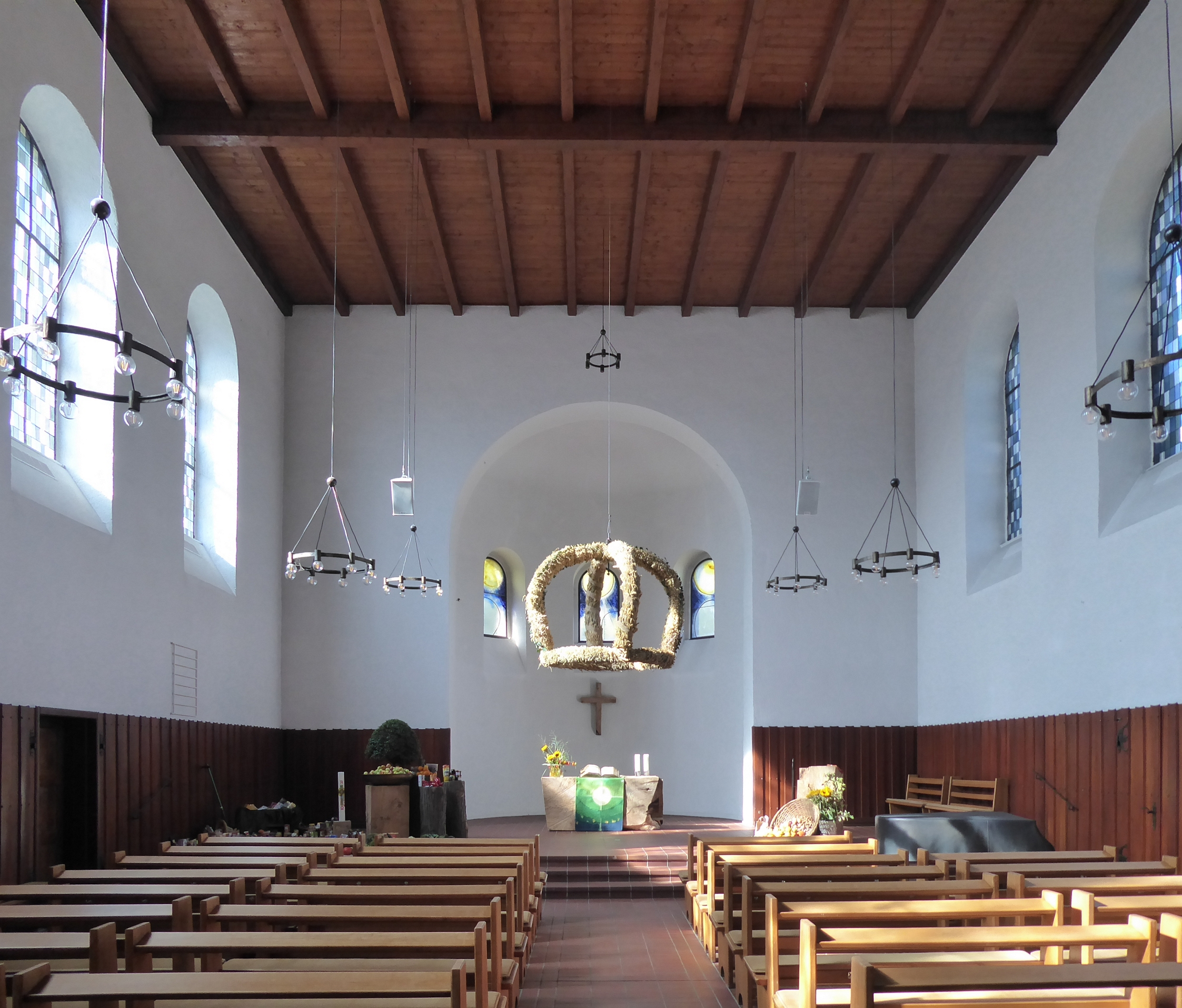
Inneres Richtung Chor

Die evangelische Kirche ist ein Kirchengebäude der Evangelischen Kirche im Rheinland in Seelscheid im Rhein-Sieg-Kreis in Nordrhein-Westfalen. Sie ist ein eingetragenes Baudenkmal. Die Kirchengemeinde Seelscheid gehört zum Kirchenkreis An Sieg und Rhein der Evangelischen Kirche im Rheinland.

## Geschichte
Im Jahr 1624 und später wurde die alte Seelscheider Kirche St. Georg von Evangelischen und Katholiken gemeinsam genutzt. 1677 wurde dort offiziell ein Simultaneum eingerichtet, das bis 1824 bestand.
Die eigene evangelische Kirche wurde schließlich zwischen 1853 und 1855 nach Plänen des Architekten Reinking als klassizistische Saalkirche mit eingezogener Halbkreisapsis und vorgesetztem Westturm aus Bruchsteinen errichtet. Nach schweren Zerstörungen im Zweiten Weltkrieg erfolgte ein vereinfachter Wiederaufbau.